# Вестон (Небраска)
Вестон (англ. Weston) — селище (англ. village) в США, в окрузі Сондрес штату Небраска. Населення — 250 осіб (2020).

## Географія
Вестон розташований за координатами 41°11′35″ пн. ш. 96°44′31″ зх. д. / 41.19306° пн. ш. 96.74194° зх. д. (41.193140, -96.741985).  За даними Бюро перепису населення США в 2010 році селище мало площу 0,58 км², уся площа — суходіл.

## Демографія
Згідно з переписом 2010 року, у селищі мешкали 324 особи в 132 домогосподарствах у складі 89 родин. Густота населення становила 561 особа/км².  Було 152 помешкання (263/км²).
Расовий склад населення:
| - 96,0 % — білих - 2,8 % — осіб інших рас |

До двох чи більше рас належало 1,2 %. Частка іспаномовних становила 5,6 % від усіх жителів.
За віковим діапазоном населення розподілялося таким чином: 26,5 % — особи молодші 18 років, 56,2 % — особи у віці 18—64 років, 17,3 % — особи у віці 65 років та старші. Медіана віку мешканця становила 41,5 року. На 100 осіб жіночої статі у селищі припадало 111,8 чоловіків;  на 100 жінок у віці від 18 років та старших — 98,3 чоловіків також старших 18 років.
Середній дохід на одне домашнє господарство  становив 51 094 долари США (медіана — 45 000), а середній дохід на одну сім'ю — 59 780 доларів (медіана — 52 188). Медіана доходів становила 36 250 доларів для чоловіків та 27 500 доларів для жінок. За межею бідності перебувало 20,9 % осіб, у тому числі 37,3 % дітей у віці до 18 років та 4,4 % осіб у віці 65 років та старших.
Цивільне працевлаштоване населення становило 163 особи. Основні галузі зайнятості: освіта, охорона здоров'я та соціальна допомога — 22,1 %, будівництво — 19,0 %, роздрібна торгівля — 16,0 %.